# لحن جلي

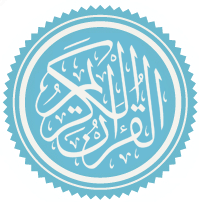

اللحن الجلي عند القراء هو مخالفة ظاهرة لكل أحد وهو ما خالف حد الصحة، واللحن المقصود به الخطأ والميل عن الصواب، والجلي المقصود به الواضح البين. وهذا النوع من اللحن ينافي القراءة السليمة منافاة تضاد، وهو عبارة عن الخلل الذي يطرأ على لفظ القرآن الكريم فيخل بمبانيه ومعانيه وبلاغته وإعجازه.